# Skallerfjärden
Skallerfjärden är en fjärd i Finland. Den ligger i landskapet Egentliga Finland, i den sydvästra delen av landet, 140 km väster om huvudstaden Helsingfors.
Skallerfjärden avgränsas av Stora Skallran i nordväst, Bötesön i nordöst och Flasskäret i öster. Den ansluter till Kodjupet i väster.